# Ovidijus Vyšniauskas
Ovidijus Vyšniauskas (Marijampole (Litouwen, Sovjet-Unie), 1957) is een Litouws zanger.
Nadat hij eerst in het kerkkoor zong, begon hij cello en slagwerk te studeren, later nam hij er ook synthesizer en zang bij. Hij zong in verschillende groepen.
Hij vertegenwoordigde Litouwen op het Eurovisiesongfestival 1994 met het lied Lopšinė mylimai, het was de allereerste deelname van het land, maar die eindigde niet zo goed. Het land eindigde op de laatste plaats met 0 punten. Vervolgens zou het nog tot 1999 duren vooraleer Litouwen opnieuw zijn opwachting maakte op het Eurovisiesongfestival.
1994: Ovidijus Vyšniauskas · 
1999: Aistė Smilgevičiūtė · 
2001: Skamp · 
2002: Aivaras · 
2004: Linas & Simona · 
2005: Laura & The Lovers · 
2006: LT United · 
2007: 4Fun · 
2008: Jeronimas Milius · 
2009: Sasha Son · 
2010: InCulto · 
2011: Evelina Sašenko · 
2012: Donny Montell · 
2013: Andrius Pojavis · 
2014: Vilija Matačiūnaitė · 
2015: Monika Linkytė & Vaidas Baumila · 
2016: Donny Montell · 
2017: Fusedmarc · 
2018: Ieva Zasimauskaitė · 
2019: Jurijus Veklenko · 
2021: The Roop · 
2022: Monika Liu · 
2023: Monika Linkytė · 
2024: Silvester Belt · 
2025: Katarsis
- Gemeinsame Normdatei: 1344023509
- International Standard Name Identifier: 0000 0001 3319 4858
- MusicBrainz: 35cedaf3-5f2e-4dac-a5fc-69d0e9a74420
- Virtual International Authority File: 9155154260803524480002